# Draft de la NBA de 2018
El Draft de la NBA de 2018 se celebró el jueves 21 de junio de 2018, en el Barclays Center de Brooklyn, Nueva York. Los equipos de la National Basketball Association (NBA) se turnaron para seleccionar a los jugadores del baloncesto universitario de los Estados Unidos y otros jugadores elegibles, incluidos los jugadores internacionales. La lotería del draft se celebró el 15 de mayo, durante la celebración de los playoffs.

## Selecciones del draft

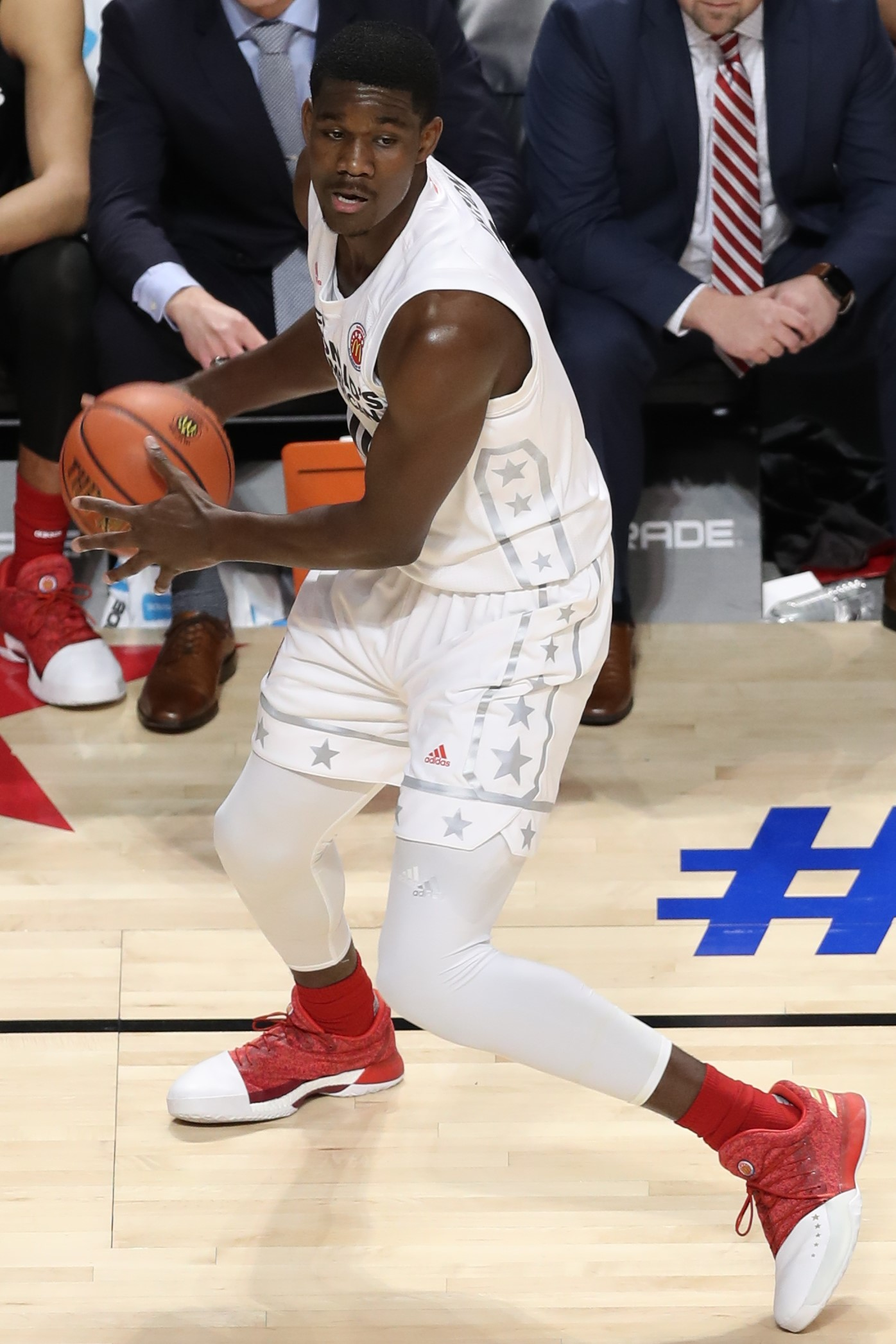
Deandre Ayton fue elegido n.º 1 por Phoenix Suns.

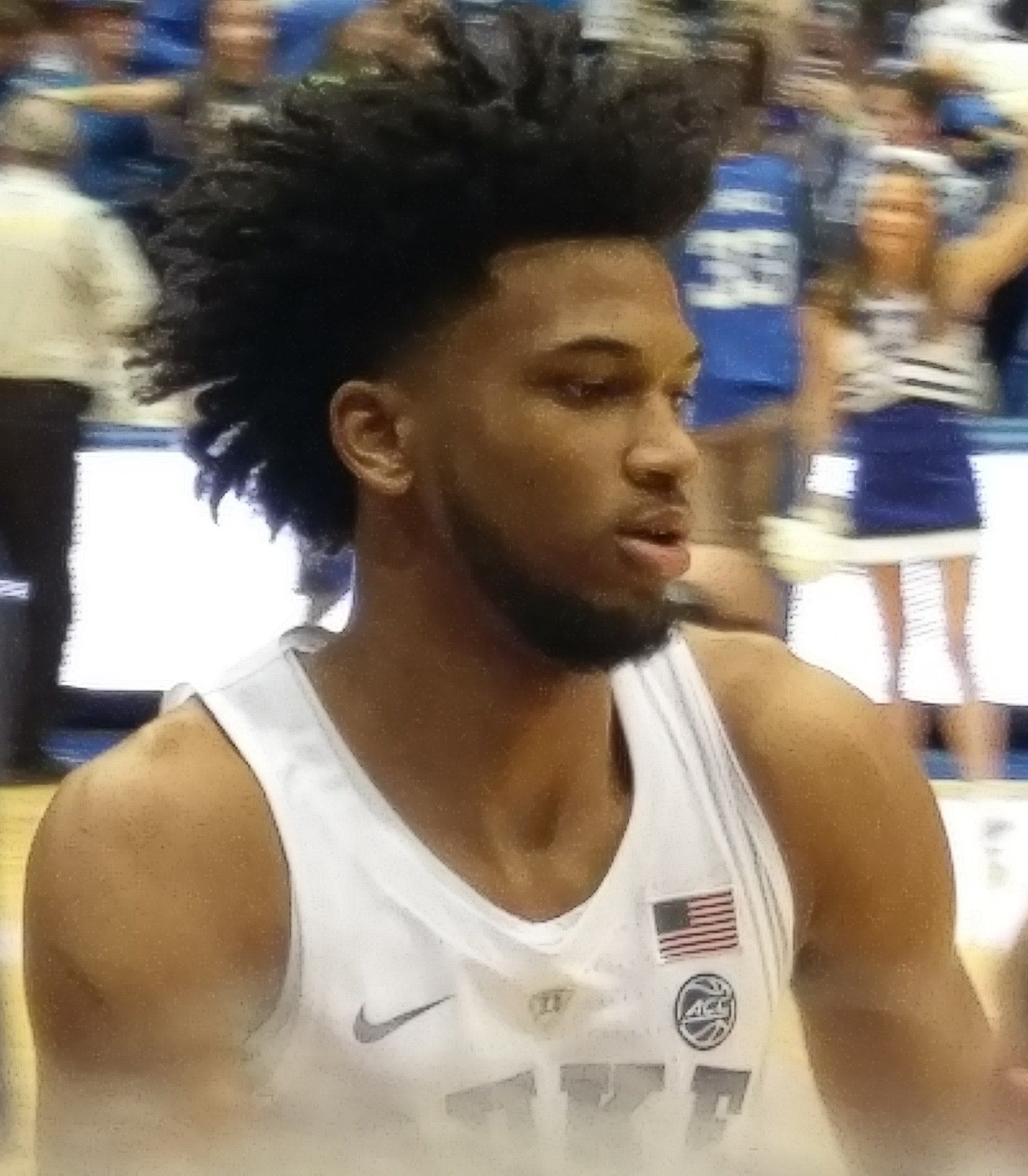
Marvin Bagley III fue seleccionado en segundo lugar por Sacramento Kings.

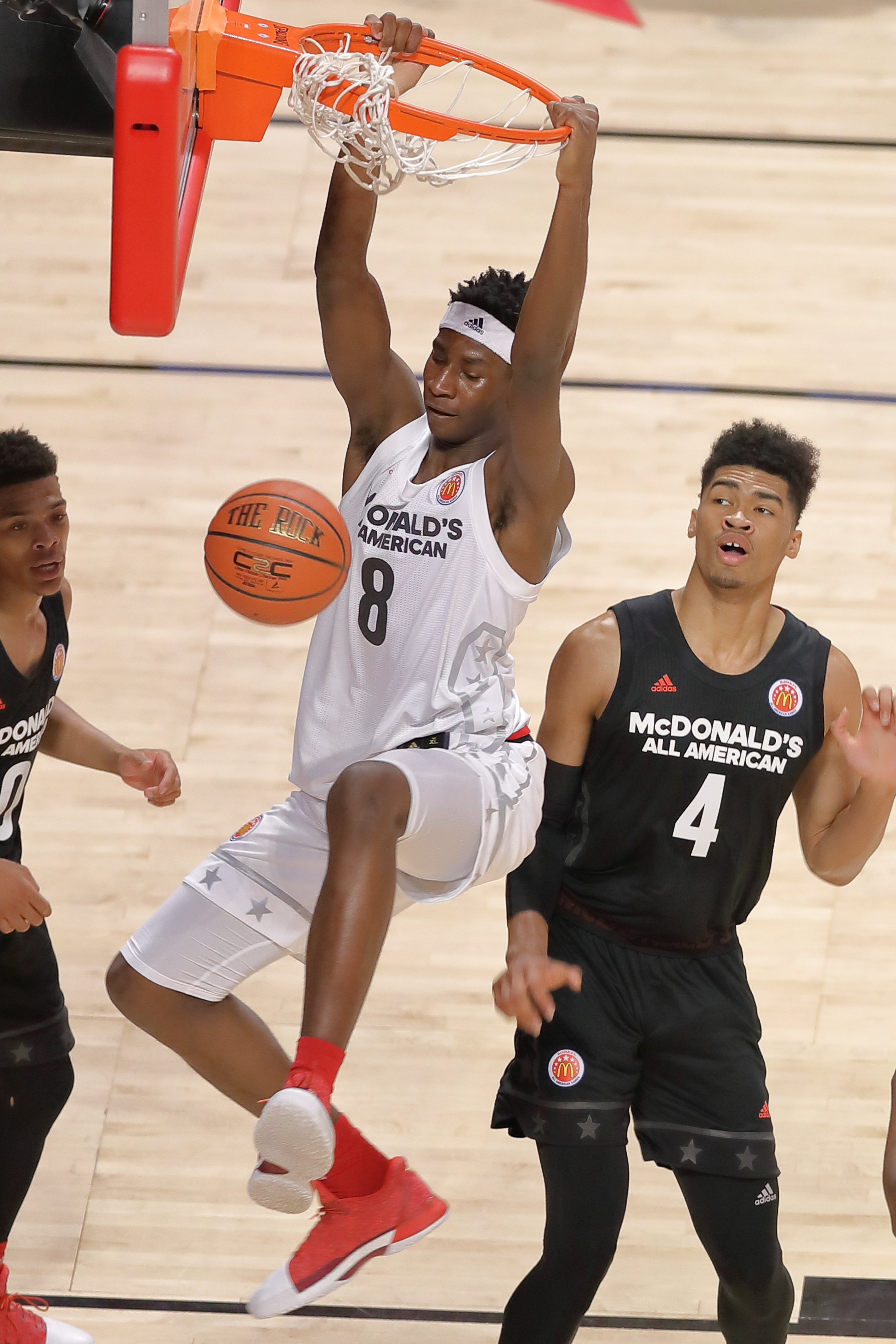
Jaren Jackson Jr. (de blanco) fue elegido en cuarto lugar por Memphis Grizzlies.

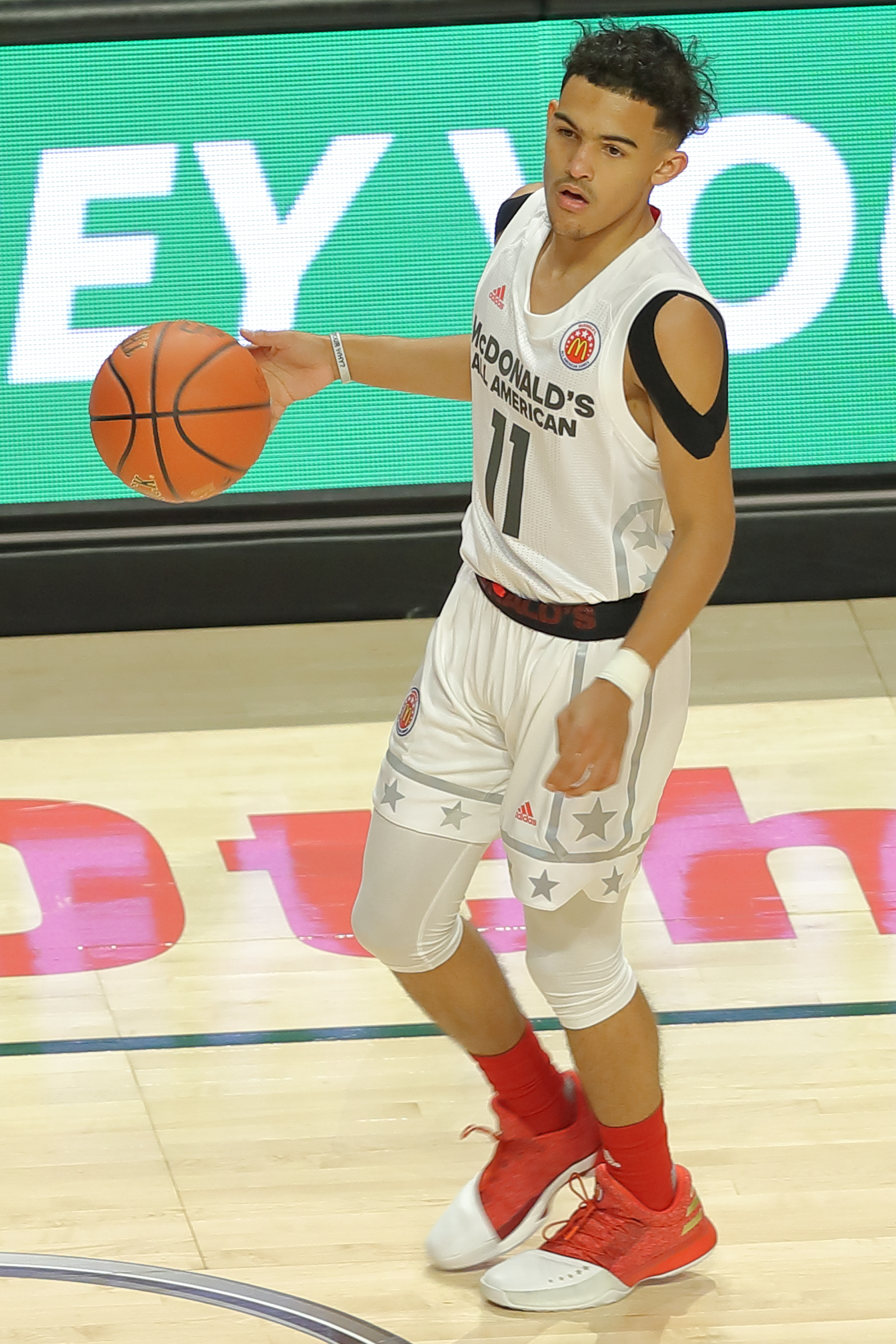
Trae Young elegido en quinto lugar por Dallas Mavericks y traspasado a Atlanta Hawks.

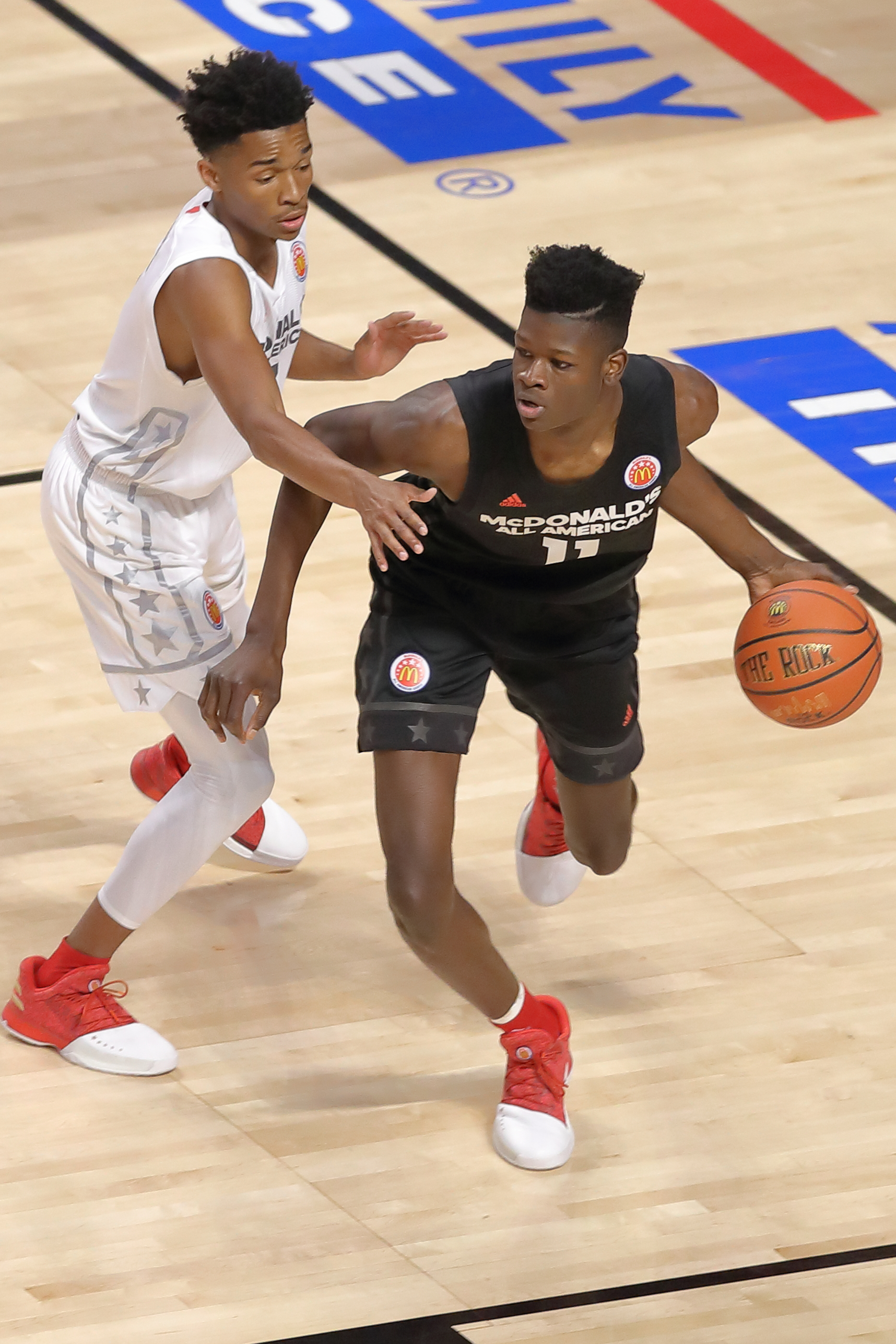
Mohamed Bamba (derecha) seleccionado en sexto lugar por Orlando Magic.

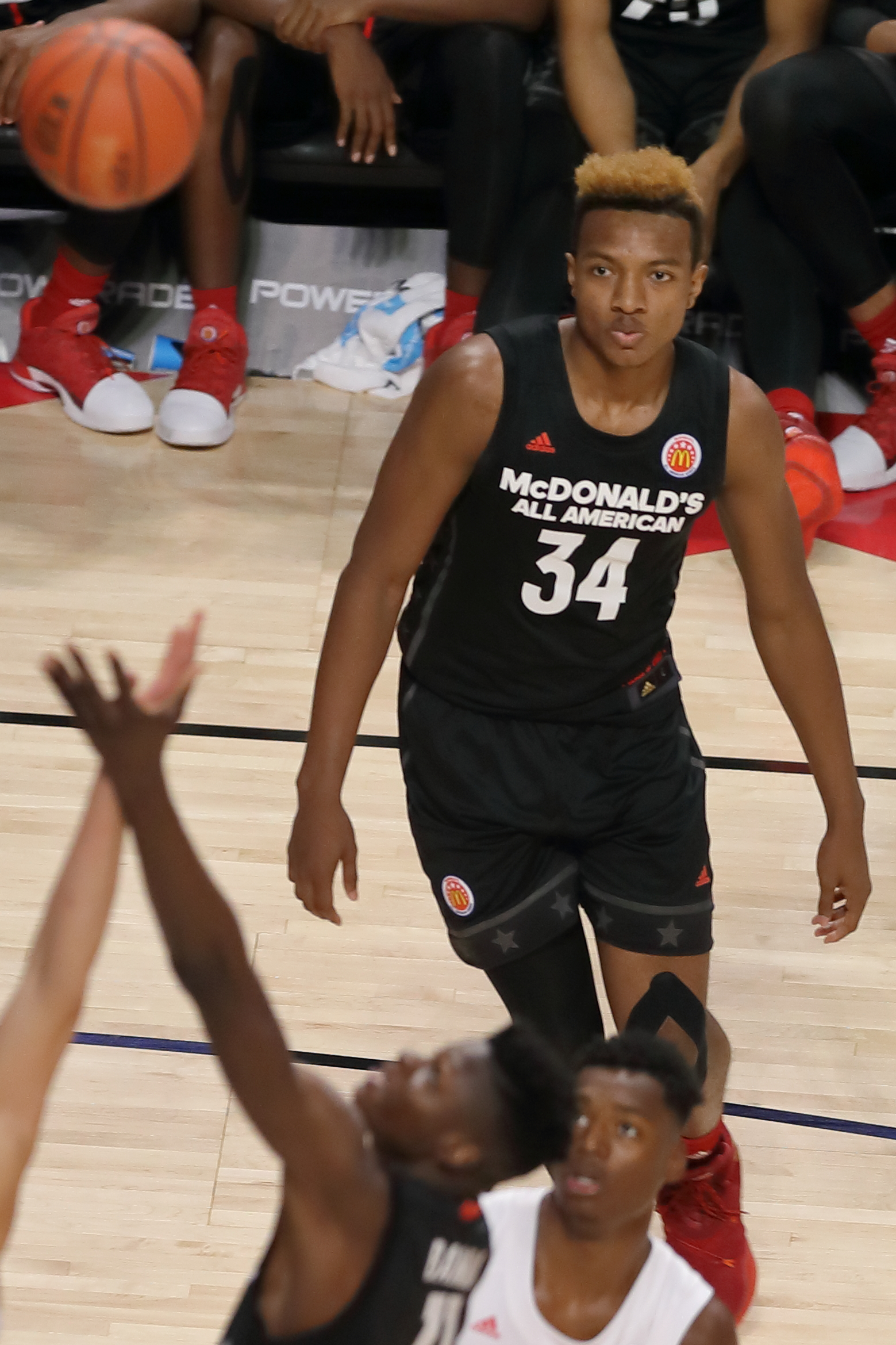
Wendell Carter elegido en séptimo lugar por Chicago Bulls.

|  |  | Indica jugador miembro del Basketball Hall of Fame                                                        |
|  |  | Indica jugador que ha sido seleccionado por lo menos en un All-Star Game y en el Mejor Quinteto de la NBA |
|  |  | Indica jugador que ha sido seleccionado por lo menos en un All-Star Game                                  |
|  |  | Indica jugador que ha sido seleccionado por lo menos en un Mejor Quinteto de la NBA                       |
|  |  | Indica jugador que nunca jugó en la temporada regular y los playoffs de la NBA                            |
|  |  | Indica jugador que ganó el premio de Rookie del Año                                                       |

| PG | Base | SG | Escolta | SF | Alero | PF | Ala Pívot | C | Pívot |

### Primera ronda
| Pick | Jugador                 | Pos.            | Nacionalidad         | Equipo                                                               | Universidad / Club   |
| ---- | ----------------------- | --------------- | -------------------- | -------------------------------------------------------------------- | -------------------- |
| 1    | Deandre Ayton           | Pívot           | Bahamas              | Phoenix Suns                                                         | Arizona              |
| 2    | Marvin Bagley III       | Ala-Pívot       | Estados Unidos       | Sacramento Kings                                                     | Duke                 |
| 3    | Luka Dončić             | Base/Escolta    | Eslovenia            | Atlanta Hawks (Traspasado a Dallas)                                  | Real Madrid (España) |
| 4    | Jaren Jackson Jr.       | Ala-Pívot/Pívot | Estados Unidos       | Memphis Grizzlies                                                    | Michigan State       |
| 5    | Trae Young              | Base            | Estados Unidos       | Dallas Mavericks (Traspasado a Atlanta)                              | Oklahoma             |
| 6    | Mohamed Bamba           | Pívot           | Estados Unidos       | Orlando Magic                                                        | Texas                |
| 7    | Wendell Carter          | Ala-pívot/Pívot | Estados Unidos       | Chicago Bulls                                                        | Duke                 |
| 8    | Collin Sexton           | Base            | Estados Unidos       | Cleveland Cavaliers (desde Brooklyn)                                 | Alabama              |
| 9    | Kevin Knox              | Alero           | Estados Unidos       | New York Knicks                                                      | Kentucky             |
| 10   | Mikal Bridges           | Alero           | Estados Unidos       | Philadelphia 76ers (desde L.A. Lakers, traspasado a Phoenix)         | Villanova            |
| 11   | Shai Gilgeous-Alexander | Base            | Canadá               | Charlotte Hornets (Traspasado a L.A. Clippers)                       | Kentucky             |
| 12   | Miles Bridges           | Alero           | Estados Unidos       | Los Angeles Clippers (desde Detroit, traspasado a Charlotte Hornets) | Michigan State       |
| 13   | Jerome Robinson         | Base/Escolta    | Estados Unidos       | Los Angeles Clippers                                                 | Boston College       |
| 14   | Michael Porter Jr.      | Alero           | Estados Unidos       | Denver Nuggets                                                       | Misuri               |
| 15   | Troy Brown Jr.          | Alero           | Estados Unidos       | Washington Wizards                                                   | Oregon               |
| 16   | Zhaire Smith            | Escolta         | Estados Unidos       | Phoenix Suns (de Miami, traspasado a Philadelphia)                   | Texas Tech           |
| 17   | Donte DiVincenzo        | Escolta         | Estados Unidos       | Milwaukee Bucks                                                      | Villanova            |
| 18   | Lonnie Walker           | Escolta         | Estados Unidos       | San Antonio Spurs                                                    | Miami                |
| 19   | Kevin Huerter           | Escolta         | Estados Unidos       | Atlanta Hawks (de Minnesota)                                         | Maryland             |
| 20   | Josh Okogie             | Escolta/Base    | Nigeria              | Minnesota Timberwolves (de Oklahoma City)                            | Georgia Tech         |
| 21   | Grayson Allen           | Escolta         | Estados Unidos       | Utah Jazz                                                            | Duke                 |
| 22   | Chandler Hutchison      | Alero/Escolta   | Estados Unidos       | Chicago Bulls (desde New Orleans)                                    | Boise State          |
| 23   | Aaron Holiday           | Base            | Estados Unidos       | Indiana Pacers                                                       | UCLA                 |
| 24   | Anfernee Simons         | Escolta         | Estados Unidos       | Portland Trail Blazers                                               | IMG Academy          |
| 25   | Moritz Wagner           | Ala-Pívot       | Alemania             | Los Angeles Lakers (de Cleveland vía Portland y Cleveland)           | Michigan             |
| 26   | Landry Shamet           | Base            | Estados Unidos       | Philadelphia 76ers                                                   | Wichita State        |
| 27   | Robert Williams         | Pívot           | Estados Unidos       | Boston Celtics                                                       | Texas A&M            |
| 28   | Jacob Evans             | Escolta         | Estados Unidos       | Golden State Warriors                                                | Cincinnati           |
| 29   | Džanan Musa             | Alero           | Bosnia y Herzegovina | Brooklyn Nets (desde Toronto)                                        | Cedevita (Croacia)   |
| 30   | Omari Spellman          | Ala-Pívot       | Estados Unidos       | Atlanta Hawks (de Houston vía L.A. Clippers)                         | Villanova            |

### Segunda ronda
| Pick | Jugador               | Pos.      | Nacionalidad   | Equipo                                                                                 | Universidad / Club             |
| ---- | --------------------- | --------- | -------------- | -------------------------------------------------------------------------------------- | ------------------------------ |
| 31   | Élie Okobo            | Base      | Francia        | Phoenix Suns                                                                           | Pau-Lacq-Orthez (Francia)      |
| 32   | Jevon Carter          | Base      | Estados Unidos | Memphis Grizzlies                                                                      | West Virginia                  |
| 33   | Jalen Brunson         | Base      | Estados Unidos | Dallas Mavericks                                                                       | Villanova                      |
| 34   | Devonte' Graham       | Base      | Estados Unidos | Atlanta Hawks (traspasado a Charlotte)                                                 | Kansas                         |
| 35   | Melvin Frazier        | Alero     | Estados Unidos | Orlando Magic                                                                          | Tulane                         |
| 36   | Mitchell Robinson     | Pívot     | Estados Unidos | New York Knicks (desde Chicago vía Oklahoma City)                                      | Chalmette HS                   |
| 37   | Gary Trent Jr.        | Escolta   | Estados Unidos | Sacramento Kings (traspasado a Portland)                                               | Duke                           |
| 38   | Khyri Thomas          | Escolta   | Estados Unidos | Philadelphia 76ers (desde Brooklyn, traspasado a Detroit)                              | Creighton                      |
| 39   | Isaac Bonga           | Base      | Alemania       | Philadelphia 76ers (desde New York, traspasado a L.A. Lakers)                          | Frankfurt Skyliners (Alemania) |
| 40   | Rodions Kurucs        | Alero     | Letonia        | Brooklyn Nets (desde L.A. Lakers vía Orlando y Toronto)                                | FC Barcelona (España)          |
| 41   | Jarred Vanderbilt     | Alero     | Estados Unidos | Orlando Magic (desde Charlotte vía Memphis y Phoenix, traspasado a Denver)             | Kentucky                       |
| 42   | Bruce Brown Jr.       | Base      | Estados Unidos | Detroit Pistons                                                                        | Miami                          |
| 43   | Justin Jackson        | Alero     | Canadá         | Denver Nuggets (desde L.A. Clippers vía Philadelphia y New York, traspasado a Orlando) | Maryland                       |
| 44   | Issuf Sanon           | Base      | Ucrania        | Washington Wizards                                                                     | Olimpija Ljubljana (Eslovenia) |
| 45   | Hamidou Diallo        | Escolta   | Estados Unidos | Brooklyn Nets (desde Milwaukee)                                                        | Kentucky                       |
| 46   | De'Anthony Melton     | Escolta   | Estados Unidos | Houston Rockets (desde Miami vía Memphis)                                              | USC                            |
| 47   | Sviatoslav Mykhailiuk | Escolta   | Ucrania        | Los Angeles Lakers (desde Denver vía Utah y Chicago)                                   | Kansas                         |
| 48   | Keita Bates-Diop      | Alero     | Estados Unidos | Minnesota Timberwolves                                                                 | Ohio State                     |
| 49   | Chimezie Metu         | Ala-Pívot | Estados Unidos | San Antonio Spurs                                                                      | USC                            |
| 50   | Alize Johnson         | Ala-Pívot | Estados Unidos | Indiana Pacers                                                                         | Missouri State                 |
| 51   | Tony Carr             | Base      | Estados Unidos | New Orleans Pelicans (previamente de Chicago vía New Orleans y Miami)                  | Penn State                     |
| 52   | Vincent Edwards       | Alero     | Estados Unidos | Utah Jazz (traspasado a Houston)                                                       | Purdue                         |
| 53   | Devon Hall            | Escolta   | Estados Unidos | Oklahoma City Thunder                                                                  | Virginia                       |
| 54   | Shake Milton          | Base      | Estados Unidos | Dallas Mavericks (desde Portland vía Denver, traspasado a Philadelphia)                | SMU                            |
| 55   | Arnoldas Kulboka      | Alero     | Lituania       | Charlotte Hornets (desde Cleveland vía Brooklyn y Philadelphia)                        | Orlandina Basket (Italia)      |
| 56   | Ray Spalding          | Ala-Pívot | Estados Unidos | Philadelphia 76ers (traspasado a Dallas)                                               | Louisville                     |
| 57   | Kevin Hervey          | Alero     | Estados Unidos | Oklahoma City Thunder (desde Boston)                                                   | Texas-Arlington                |
| 58   | Thomas Welsh          | Pívot     | Estados Unidos | Denver Nuggets (desde Golden State)                                                    | UCLA                           |
| 59   | George King           | Alero     | Estados Unidos | Phoenix Suns (desde Toronto)                                                           | Colorado                       |
| 60   | Kostas Antetokounmpo  | Alero     | Grecia         | Philadelphia 76ers (desde Houston)                                                     | Dayton                         |

## Jugadores destacados no elegidos en el draft
Estos jugadores no fueron seleccionados en el draft de la NBA de 2018, pero han jugado al menos un partido en la NBA.
| Jugador            | Pos. | Nacionalidad                 | Universidad/club             |
| ------------------ | ---- | ---------------------------- | ---------------------------- |
| Jaylen Adams       | PG   | Estados Unidos               | St. Bonaventure              |
| Deng Adel          | SF   | Sudán del Sur Australia      | Louisville                   |
| Rawle Alkins       | SG   | Estados Unidos               | Arizona                      |
| Elijah Bryant      | SG   | Estados Unidos               | BYU                          |
| Joe Chealey        | PG   | Estados Unidos               | College of Charleston        |
| Chris Chiozza      | PG   | Estados Unidos               | Florida                      |
| Gary Clark         | PF   | Estados Unidos               | Cincinnati                   |
| Bonzie Colson      | PF   | Estados Unidos               | Notre Dame                   |
| Marcus Derrickson  | SF   | Estados Unidos               | Georgetown                   |
| Tyler Davis        | C    | Puerto Rico                  | Texas A&M                    |
| Ángel Delgado      | C    | República Dominicana         | Seton Hall                   |
| Trevon Duval       | PG   | Estados Unidos               | Duke                         |
| Drew Eubanks       | C    | Estados Unidos               | Oregon State                 |
| Wenyen Gabriel     | PF   | Sudán del Sur Estados Unidos | Kentucky                     |
| Brandon Goodwin    | PG   | Estados Unidos               | Florida Gulf Coast           |
| Donte Grantham     | SG   | Estados Unidos               | Clemson                      |
| Haywood Highsmith  | SF   | Estados Unidos               | Wheeling Jesuit              |
| B. J. Johnson      | SG   | Estados Unidos               | La Salle                     |
| Jemerrio Jones     | SF   | Estados Unidos               | New Mexico State             |
| Jock Landale       | C    | Australia                    | Saint Mary's                 |
| Zach Lofton        | SG   | Estados Unidos               | New Mexico State             |
| Daryl Macon        | PG   | Estados Unidos               | Arkansas                     |
| J. P. Macura       | SG   | Estados Unidos               | Xavier                       |
| Will Magnay        | C/PF | Australia                    | Brisbane Bullets (Australia) |
| Kelan Martin       | SF   | Estados Unidos               | Butler                       |
| Yante Maten        | PF   | Estados Unidos               | Georgia                      |
| Dakota Mathias     | SG   | Estados Unidos               | Purdue                       |
| Jordan McLaughlin  | PG   | Estados Unidos               | USC                          |
| Malik Newman       | SG   | Estados Unidos               | Kansas                       |
| Kendrick Nunn      | PG   | Estados Unidos               | Oakland                      |
| Theo Pinson        | SF   | Estados Unidos               | North Carolina               |
| Cameron Reynolds   | SG   | Estados Unidos               | Tulane                       |
| Duncan Robinson    | SG   | Estados Unidos               | Michigan                     |
| Brandon Sampson    | SG   | Estados Unidos               | LSU                          |
| Jae'Sean Tate      | SG   | Estados Unidos               | Ohio State                   |
| Jared Terrell      | SG   | Estados Unidos               | Rhode Island                 |
| Emanuel Terry      | PF   | Estados Unidos               | Lincoln Memorial             |
| Allonzo Trier      | SG   | Estados Unidos               | Arizona                      |
| Yuta Watanabe      | SF   | Japón                        | George Washington            |
| Johnathan Williams | PF   | Estados Unidos               | Gonzaga                      |
| Kenrich Williams   | SF   | Estados Unidos               | TCU                          |

## Reglas de elegibilidad
El draft se lleva a cabo bajo las reglas de elegibilidad establecidas en el nuevo acuerdo de negociación colectiva de la liga de 2011 (CBA) con su sindicato de jugadores. La CBA fue que puso fin a la huelga del 2011, instituyó cambios inmediatos en el draft, pero pidió un comité de los propietarios y los jugadores para discutir cambios en el futuro. A partir de 2013, las normas de elegibilidad básicas para el draft se enumeran a continuación.
- Todos los jugadores seleccionados deben tener al menos 19 años de edad durante el año calendario del draft. En cuanto a las fechas, los jugadores elegibles para el draft de 2018 deben haber nacido antes del 31 de diciembre de 1999.[38]
- Cualquier jugador que no sea un "jugador internacional", según se define en la CBA, debe tener al menos un año retirado de la graduación de su clase de escuela secundaria.[38] La CBA define a los "jugadores internacionales", como los jugadores que residen permanentemente fuera de los Estados Unidos durante tres años con anterioridad al draft, no completó la escuela secundaria en los Estados Unidos, y nunca se han matriculado en un colegio o universidad de los Estados Unidos.[39]

El requisito básico para la elegibilidad automática para un jugador de Estados Unidos es la terminación de su elegibilidad universitaria. Los jugadores que cumplan con la definición de la CBA "jugadores internacionales" son elegibles automáticamente si su cumpleaños 22 cae durante o antes del año de calendario del draft (es decir, nacidos en o antes del 31 de diciembre de 1994). Jugadores estadounidenses que estaban al menos un año retirado de su graduación de la escuela secundaria y que han jugado al baloncesto de las ligas menores con un equipo fuera de la NBA también son elegibles automáticamente.
Un jugador que no es automáticamente elegible debe declarar su elegibilidad para el draft mediante la notificación a las oficinas de la NBA por escrito a más tardar 60 días antes del draft. Después de esta fecha, los jugadores de "entrada temprana" pueden asistir a los campamentos de pre-draft de la NBA y entrenamientos individuales del equipo para mostrar sus habilidades y obtener retroalimentación sobre su posición en el draft. En virtud de la CBA, un jugador puede retirar su nombre de la consideración del draft en cualquier momento antes de la fecha de declaración final, que es diez días antes del draft. Bajo las reglas de la NCAA, los jugadores solo tendrán hasta el 16 de abril para retirarse del draft y mantener su elegibilidad universitaria.
Un jugador que ha contratado a un agente perderá su elegibilidad universitaria restante. Además, aunque la CBA permite que un jugador se retire del draft dos veces, los mandatos de la NCAA dicen que un jugador que ha declarado dos veces pierde su elegibilidad universitaria.

## Jugadores sin cumplir todos los ciclos universitarios
Los jugadores listados en negrita han indicado públicamente que han contratado agentes, o tienen planes de hacerlo, por lo que son ya inelegibles para una nueva temporada en el baloncesto universitario en 2018–19.
| - / Deng Adel – F, Louisville (junior) - Rawle Alkins – G, Arizona (sophomore) - Mike Amius – F, Western Carolina (junior) - / Kostas Antetokounmpo – F, Dayton (freshman) - Deandre Ayton – C, Arizona (freshman) - Marvin Bagley III – F/C, Duke (freshman) - Mohamed Bamba – C, Texas (freshman) - Keita Bates-Diop – F, Ohio State (junior) - Tashawn Berry – G, Dakota College (sophomore) - Leron Black – F, Illinois (junior) - Brian Bowen – G, South Carolina (freshman) - Jordan Brangers – G, South Plains College (sophomore) - Mikal Bridges – F, Villanova (junior) - Miles Bridges – F, Michigan State (sophomore) - Bruce Brown Jr. – G, Miami (sophomore) - Troy Brown Jr. – F, Oregon (freshman) - Jalen Brunson – G, Villanova (junior) - Elijah Bryant – G, BYU (junior) - J. J. Caldwell – G, Texas A&M (freshman) - Tony Carr – G, Penn State (sophomore) - Wendell Carter – F/C, Duke (freshman) - Kameron Chatman – G/F, Detroit (junior) - Bryant Crawford – G, Wake Forest (junior) - Eric Davis – G, Texas (junior) - / Tyler Davis – C, Texas A&M (junior) - Marcus Derrickson – F, Georgetown (junior) - Hamidou Diallo – G, Kentucky (freshman) - Donte DiVincenzo – G, Villanova (sophomore) - Dikembe Dixson – F, UIC (sophomore) - Trevon Duval – G, Duke (freshman) - Drew Eubanks – F, Oregon State (junior) - Jacob Evans – G, Cincinnati (junior) - Tremaine Fraiser – G, Westchester CC (sophomore) - Melvin Frazier – G, Tulane (junior) - / Wenyen Gabriel – F, Kentucky (sophomore) - Kaiser Gates – F, Xavier (junior) - Shai Gilgeous-Alexander – G, Kentucky (freshman) - D. J. Hogg – F, Texas A&M (junior) - Aaron Holiday – G, UCLA (junior) - Kevin Huerter – G, Maryland (sophomore) - DeAngelo Isby – F, Utah State (junior) - Jaren Jackson Jr. – F, Michigan State (freshman) | - Justin Jackson – F, Maryland (sophomore) - Ismaila Kane – F, Atlanta Metropolitan State College (freshman) - Devonte Klines – G, Montana State (junior) - Kevin Knox – F, Kentucky (freshman) - Terry Larrier – F, Connecticut (junior) - Marquez Letcher-Ellis – F, Nevada (sophomore) - Makinde London – F, Chattanooga (junior) - / Matur Maker – F, Mississauga Prep (postgraduate) - Brandon McCoy – C, UNLV (freshman) - De'Anthony Melton – G, USC (sophomore) - Chimezie Metu – F, USC (junior) - Shake Milton – G, SMU (junior) - Max Montana – F, San Diego State (junior) - Doral Moore – C, Wake Forest (junior) - Malik Newman – G, Kansas (sophomore) - / Josh Okogie – G, Georgia Tech (sophomore) - Ajdin Penava – F, Marshall (junior) - Michael Porter Jr. – F, Misuri (freshman) - Jerome Robinson – G, Boston College (junior) - Mitchell Robinson – C, Western Kentucky (freshman) - Brandon Sampson – G, LSU (junior) - Corey Sanders – G, Rutgers (junior) - Micah Seaborn – G, Monmouth (junior) - Collin Sexton – G, Alabama (freshman) - Landry Shamet – G, Wichita State (sophomore) - Tavarius Shine – G, Oklahoma State (junior) - / Yankuba Sima – F, Oklahoma State (junior) - Anfernee Simons – G, IMG Academy (postgraduate) - Fred Sims – G, Chicago State (junior) - Zhaire Smith – G, Texas Tech (freshman) - Ray Spalding – F, Louisville (junior) - Omari Spellman – F, Villanova (freshman) - Khyri Thomas – G, Creighton (junior) - Gary Trent Jr. – G, Duke (freshman) - Allonzo Trier – G, Arizona (junior) - Jarred Vanderbilt – F, Kentucky (freshman) - Moritz Wagner – F, Michigan (junior) - Lonnie Walker – F, Miami (freshman) - Robert Williams – F/C, Texas A&M (sophomore) - Trae Young – G, Oklahoma (freshman) |

#### Jugadores internacionales
| - Berke Atar – C, Bandırma Kırmızı (Turquía) - Luca Vildoza - G, Baskonia(España) - Gabriel Deck - A, San Lorenzo (Argentina) - Romaric Belemene – F, Oviedo CB (España) - Laurynas Beliauskas – G, Neptūnas Klaipėda (Lituania) - Rihards Bērziņš – F, Betsafe Liepāja (Letonia) - Laurynas Birutis – C, Šiaulių Šiauliai (Lituania) - Goga Bitadze – C, Mega Bemax (Serbia) - Isaac Bonga – G, Frankfurt Skyliners (Alemania) - / Sigfredo Casero-Ortiz – G, GET Vosges (Francia) - Emanuel Cățe – C, CB Prat (España) - Luka Dončić – G/F, Real Madrid (España) - Berkan Durmaz – F, Tofaş S.K. (Turquía) - Aleksander Dziewa – C, Śląsk Wrocław (Polonia) - Martynas Echodas – F, Lietuvos Rytas Vilnius (Lituania) - Ibrahima Faye – F, Élan Chalon (Francia) - Stephane Gombauld – F, Lille Métropole (Francia) - Melvyn Govindy – C, Cholet Basket (Francia) - / Yoan Granvorka – G, BBC Monthey (Suiza) - Tryggvi Hlinason – C, Valencia Basket (España) - Karim Jallow – G/F, Bayern Munich (Alemania) - Matas Jogėla – F, Žalgiris-2 Kaunas (Lituania) - Michał Kolenda – F, Trefl Sopot (Polonia) - Antonios Koniaris – G, P.A.O.K. Thessaloniki (Grecia) | - Leon Kratzer – C, s.Oliver Würzburg (Alemania) - Arnoldas Kulboka – F, Betaland Capo d'Orlando (Italia) - Rodions Kurucs – F, FC Barcelona (España) - Xabier López-Arostegui – F, Divina Seguros Joventut (España) - William McDowell-White – G, Brose Bamberg (Alemania) - Adam Mokoka – G, BCM Gravelines-Dunkerque (Francia) - Džanan Musa – F, Cedevita Zagreb (Croacia) - Muhaymin Mustafa – G, Anadolu Efes (Turquía) - William Narace – SLUC Nancy Basket (Francia) - Amine Noua – F, ASVEL Basket (Francia) - Élie Okobo – G, Élan Béarnais Pau-Lacq-Orthez (Francia) - Viny Okouo – C, Unicaja Málaga (España) - Louis Olinde – F, Brose Bamberg (Alemania) - Erxhan Osmani – F/C, Bandırma Kırmızı (Turquía) - Jean-Marc Pansa – F, Nanterre 92 (Francia) - Darel Poirier – F/C, Étoile de Charleville-Mézières (Francia) - Marcel Ponitka – G, Asseco Gdynia (Polonia) - Issuf Sanon – G, Olimpija Ljubljana (Eslovenia) - Tadas Sedekerskis – G/F, Nevėžis Kėdainiai (Lituania) - Leonardo Totè – PF, Scaligera Verona (Italia) - Martynas Varnas – G, Pieno Žvaigždės Pasvalys (Lituania) - Filip Zagrajski – G, Vrijednosnice Osijek (Croacia) |

### Jugadores elegibles automáticamente
Los jugadores que no sean contemplados como jugadores internacionales son automáticamente elegibles si cumplen alguno de los siguientes criterios:
- Han completado los cuatro años de elegibilidad en la universidad
- Si se han graduado en el high school en Estados Unidos, pero no se han enrolado en una universidad, y han pasado cuatro años desde su último año de instituto.
- Si han formado un contrato profesional con un equipo fuera de la NBA, en cualquier parte del mundo, y juegan bajo ese contrato.

Los jugadores considerados como "internationales" son elegibles automáticamente si cumplen los siguientes criterios:
- Han cumplido 22 años al menos en el año del draft. En términos de fechas, jugadores nacidos antes del 31 d diciembre de 1996 son elegibles.
- Han formado un contrato profesional con un equipo fuera de la NBA incluido en los Estados Unidos, y han jugado bajo ese contrato.

| Jugador        | Equipo                                | Nota                                                                                        | Ref.    |
| -------------- | ------------------------------------- | ------------------------------------------------------------------------------------------- | ------- |
| LiAngelo Ball  | Vytautas Prienai–Birštonas (Lituania) | Se dio de baja de UCLA en 2017.                                                             | [ 140 ] |
| Darin Johnson  | Delaware 87ers (NBA G League)         | Dejó Cal State Northridge in 2017; jugando de forma profesional desde la temporada 2017–18. |         |
| Billy Preston  | KK Igokea (Bosnia & Herzegovina)      | Se dio de baja de Kansas en 2018.                                                           |         |
| Maverick Rowan | Lakeland Magic (NBA G League)         | Dejó NC State en 2017; jugando de forma profesional desde la temporada 2017–18.             |         |

## Lotería del draft
Las primeras 14 selecciones del draft pertenecen a los equipos que no alcanzaron los playoffs; el orden fue determinado a través de una lotería. La lotería determinó los tres equipos que obtuvieron las tres primeras selecciones en el draft. El resto de selecciones de primera ronda y las selecciones de segunda ronda fueron asignados a los equipos en orden inverso a su récord de victorias y derrotas en la temporada anterior. La lotería se celebró el 16 de mayo de 2017.
A continuación las posibilidades de cada equipo para obtener selecciones específicas en la lotería del draft, redondeado a tres decimales:
| ^ | Indica los resultados de la lotería actuales |

| Equipo               | Récord 2017-18 | Oport. | Probabilidades de lotería | Probabilidades de lotería | Probabilidades de lotería | Probabilidades de lotería | Probabilidades de lotería | Probabilidades de lotería | Probabilidades de lotería | Probabilidades de lotería | Probabilidades de lotería | Probabilidades de lotería | Probabilidades de lotería | Probabilidades de lotería | Probabilidades de lotería | Probabilidades de lotería |
| Equipo               | Récord 2017-18 | Oport. | 1º                        | 2º                        | 3º                        | 4º                        | 5º                        | 6º                        | 7º                        | 8º                        | 9º                        | 10º                       | 11º                       | 12º                       | 13º                       | 14º                       |
| -------------------- | -------------- | ------ | ------------------------- | ------------------------- | ------------------------- | ------------------------- | ------------------------- | ------------------------- | ------------------------- | ------------------------- | ------------------------- | ------------------------- | ------------------------- | ------------------------- | ------------------------- | ------------------------- |
| Phoenix Suns         | 21–61          | 250    | .250                      | .215                      | .178                      | .358                      | —                         | —                         | —                         | —                         | —                         | —                         | —                         | —                         | —                         | —                         |
| Memphis Grizzlies    | 22–60          | 199    | .199                      | .188                      | .171                      | .319                      | .124                      | —                         | —                         | —                         | —                         | —                         | —                         | —                         | —                         | —                         |
| Dallas Mavericks     | 24–58          | 138    | .138                      | .142                      | .145                      | .238                      | .290                      | .045                      | —                         | —                         | —                         | —                         | —                         | —                         | —                         | —                         |
| Atlanta Hawks        | 24–58          | 137    | .137                      | .142                      | .145                      | .085                      | .323                      | .155                      | .013                      | —                         | —                         | —                         | —                         | —                         | —                         | —                         |
| Orlando Magic        | 25–57          | 88     | .088                      | .096                      | .106                      | —                         | .262                      | .359                      | .084                      | .004                      | —                         | —                         | —                         | —                         | —                         | —                         |
| Chicago Bulls        | 27–55          | 53     | .053                      | .060                      | .070                      | —                         | —                         | .440                      | .331                      | .045                      | .001                      | —                         | —                         | —                         | —                         | —                         |
| Sacramento Kings     | 27–55          | 53     | .053                      | .060                      | .070                      | —                         | —                         | —                         | .573                      | .226                      | .018                      | .000                      | —                         | —                         | —                         | —                         |
| Brooklyn Nets        | 28–54          | 28     | .028                      | .033                      | .039                      | —                         | —                         | —                         | —                         | .725                      | .168                      | .008                      | .000                      | —                         | —                         | —                         |
| New York Knicks      | 29–53          | 17     | .017                      | .020                      | .024                      | —                         | —                         | —                         | —                         | —                         | .813                      | .122                      | .004                      | .000                      | —                         | —                         |
| Los Angeles Lakers   | 35–47          | 11     | .011                      | .013                      | .016                      | —                         | —                         | —                         | —                         | —                         | —                         | .870                      | .089                      | .002                      | .000                      | —                         |
| Charlotte Hornets    | 36–46          | 8      | .008                      | .009                      | .012                      | —                         | —                         | —                         | —                         | —                         | —                         | —                         | .908                      | .063                      | .001                      | .000                      |
| Detroit Pistons      | 39–43          | 7      | .007                      | .008                      | .010                      | —                         | —                         | —                         | —                         | —                         | —                         | —                         | —                         | .935                      | .039                      | .000                      |
| Los Angeles Clippers | 42–40          | 6      | .006                      | .007                      | .009                      | —                         | —                         | —                         | —                         | —                         | —                         | —                         | —                         | —                         | .960                      | .018                      |
| Denver Nuggets       | 46–36          | 5      | .005                      | .006                      | .007                      | —                         | —                         | —                         | —                         | —                         | —                         | —                         | —                         | —                         | —                         | .982                      |

1. ↑  La elección de los Brooklyn Nets fue traspasada automáticamente a los Cleveland Cavaliers este año.
2. ↑  La elección de Los Angeles Lakers fue traspasada automáticamente a los Philadelphia 76ers desde el momento de que no obtuvo una elección entre las posiciones 2 y 5.
3. ↑  La elección de Detroit Pistons fue traspasada automáticamente a Los Angeles Clippers desde el momento de que no obtuvo una elección entre los cuatro primeros.